# Tormenta en las Montañas Rocosas, Mt. Rosalie (Albert Bierstadt)

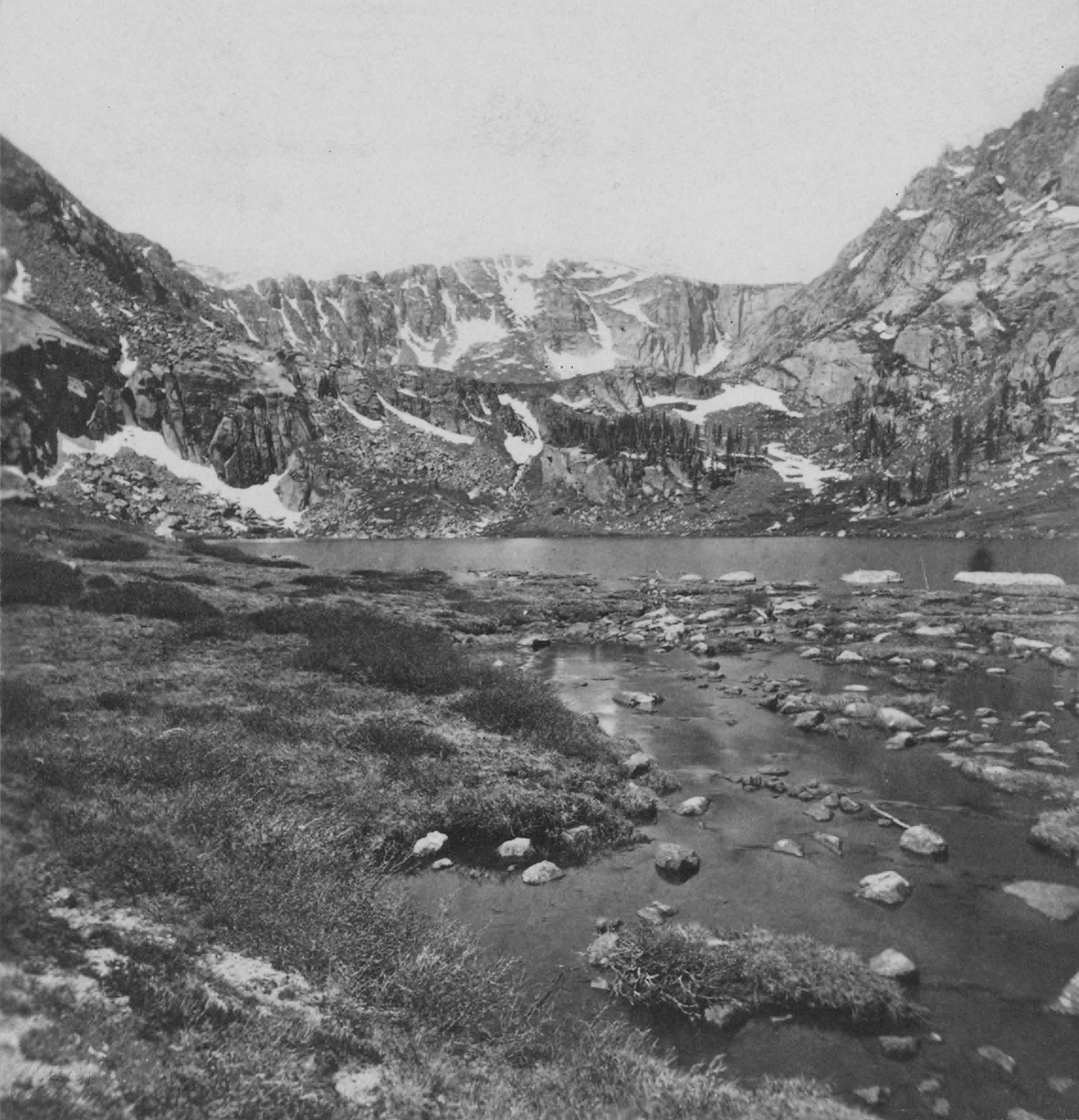
Chicago Lake, año 1873. Fotografía de William H. Jackson. Mount Evans aparece a lo lejos, a la izquierda..

Tormenta en las Montañas Rocosas, Mt. Rosalie, o A Storm in the Rocky Mountains, Mt. Rosalie, en su título original en inglés, es una de las obras más importantes y conocidas de Albert Bierstadt, un pintor paisajista, miembro destacado de la llamada "Escuela de las Montañas Rocosas", una rama surgida de la Escuela del río Hudson..

## Introducción
Este lienzo fue pintado en 1866, pero está basada en bocetos realizados en una expedición del año 1863. En 1859, Albert Bierstadt ya había hecho una primera expedición al Oeste de Estados Unidos , acompañando a Frederick W. Lander, donde tuvo la oportunidad de contemplar las Montañas Rocosas. En el verano de 1863, Bierstadt viajó por segunda vez, esta vez con el escritor Fitz Hugh Ludlow, a lo largo de la costa oeste de América del Norte. Fitz H. Ludow era un notable escritor, y este viaje es el mejor documentado de todos los que Bierstadt emprendió, quien aprovechó la expedición para realizar numerosos bocetos en plenairismo de los diferentes lugares visitados.
Un periodista de Denver llamado William Newton Byers, editor de la publicación Rocky Mountain News, condujo a Bierstadt en junio de 1863 a una expedición de cuatro días a Idaho Springs (Colorado). Allí fueron primero al Lower Chicago Lake. William Henry Jackson, diez años más tarde, hizo una foto del mismo lugar donde había estado Bierstadt. Desde allí subieron al Summit Lake, que ahora es parte de Mount Evans Scenic Byway. Bierstadt quedó tan impresionado por el paisaje que tenía delante, que necesitó cuarenta y cinco minutos en dibujarlo. El nombre Mount Rosalie, ahora llamado Monte Evans, se refiere a Rosalie Osborne, quien en aquel momento era la esposa de Fitz Hugh Ludlow, y más tarde se convirtió en la esposa de Albert Bierstadt. Puesto que Fitz H. Ludow no acompañó a Bierstadt, no se sabe como se desarrollaron los cuatro días de esta expedición.

## Análisis de la obra
- Pintura al óleo sobre lienzo; 210,8 x 361,3 cm.; año 1866; Museo Brooklyn, Nueva York.

- Firmado en la parte inferior, a la derecha: "ABierstadt |N.Y.1866"

Este lienzo marca el punto culminante de la carrera artística de Albert Bierstadt, y es su obra de mayor formato, solamente superado por Domes of the Yosemite (1867), ejecutado para Lockwood – Mathews Mansion, en Norwalk, Connecticut.
Este lienzo contrasta con las plácidas obras anteriores de Bierstadt sobre las Montañas Rocosas. Efectivamente, en este lienzo tanto la geología y la meteorología parecen estallar en un cataclismo de formas, mostrando fuertes contrastes de luz y de oscuridad. En la parte central izquierda hay un profundo espacio, con dos lagos, media docena de cascadas de distinta envergadura y, en el fondo, las cumbres cubiertas de nieve del monte Rosalie. Más a la derecha, hay una laguna y un espacio repleto de helechos y de plantas con flores de colores brillantes y, por encima, un bosque verde.
En la parte baja, vemos también las brasas casi apagadas de una fogata, un ciervo muerto, una silla de montar y mantas -todo ello abandonado- así como caballos y un trío de indígenas norteamericanos, que parecen marcharse antes de la tormenta, así como unos wigwams cerca del arroyo donde abrevan los caballos, en la parte inferior izquierda. Un oso negro corre en el bosque, detrás de unas perdices. En la parte superior derecha vemos una enorme roca vertical, que parece un tótem de piedra tallado por la Naturaleza. También vemos vemos un gran árbol desarraigado, otro árbol inclinado bruscamente hacia la izquierda, un torbellino formado por las copas de los árboles, varios ciervos, y un águila calva en el cielo. En la parte izquierda, una cascada desdibujada por la niebla antes de llegar al suelo, realza el efecto de la inminente tormenta.

## Procedencia
- En el siguiente enlace se detalla la procedencia de este lienzo: [9]